# Myocastor
Нутрія (Myocastor) — рід гризунів, який містить живу нутрію, а також кілька викопних видів.